# فالا چن
فالا چن (انگلیسی: Fala Chen؛ زادهٔ ۲۴ فوریهٔ ۱۹۸۲) یک خواننده، و هنرپیشه اهل جمهوری خلق چین است.